# 림프관확장증

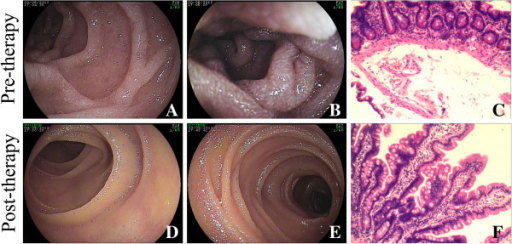

림프관확장증(lymphangiectasis)은 질병으로 인해 림프관이 부어오르는 현상을 말한다. 개의 내장에서 주로 발생하며, 사람에게 발생되는 경우는 매우 드물다. '장 림프관확장증 (intestinal lymphangiectasia)'라는 병명으로 알려져 있다. 이 질병은 림프관이 붇고, 만성적 설사와 세룸 알부민과 글로불린 같은 단백질의 감소를 가져온다. 단백 소실 의장증의 만성적인 형태이다.